# Czaleje
Czaleje (biał. Чалеі; ros. Челеи) – wieś na Białorusi, w obwodzie witebskim, w rejonie postawskim, w sielsowiecie Miadzioł.

## Historia
W czasach zaborów wieś znajdowała się w granicach Imperium Rosyjskiego.
W dwudziestoleciu międzywojennym wieś leżała w Polsce, w województwie wileńskim, w powiecie duniłowickim (od 1926 postawskim), w gminie Mańkowicze (od 1927 gmina Hruzdowo).
Według Powszechnego Spisu Ludności z 1921 roku zamieszkiwały tu 22 osoby, wszystkie były wyznania prawosławnego i zadeklarowały białoruską przynależność narodową. Było tu 5 budynków mieszkalnych. W 1931 w 8 domach zamieszkiwało 38 osób.
Miejscowość należała do parafii rzymskokatolickiej w m. Miadzioł prawosławnej w Mańkowiczach. Podlegała pod Sąd Grodzki w Postawach i Okręgowy w Wilnie; właściwy urząd pocztowy mieścił się w Hruzdowie.
W 1938 roku wieś należała do gromady Łotwa gminy Hruzdowo.